# اویارسلام زرد
اویارسلام زرد (نام علمی: Cyperus esculentus) نام یک گونه از سرده اویار سلام است. نام‌های دیگر این گیاه عبارتند از سُعد کوفی، سُعد سلطانی، و اسکنو.
اویار سلام زرد در بیشتر نقاط ایران می‌روید. ریشه‌ها و ریزوم‌های این گیاه به صورت ترکیب با سایر گیاهان به منظور تقویت اعصاب و ضد نفخ به کار می‌رود. از ریزوم‌های آن نیز در طب سنتی جهت کاهش گلوکز و چربی خون استفاده می‌شود